# Monokini

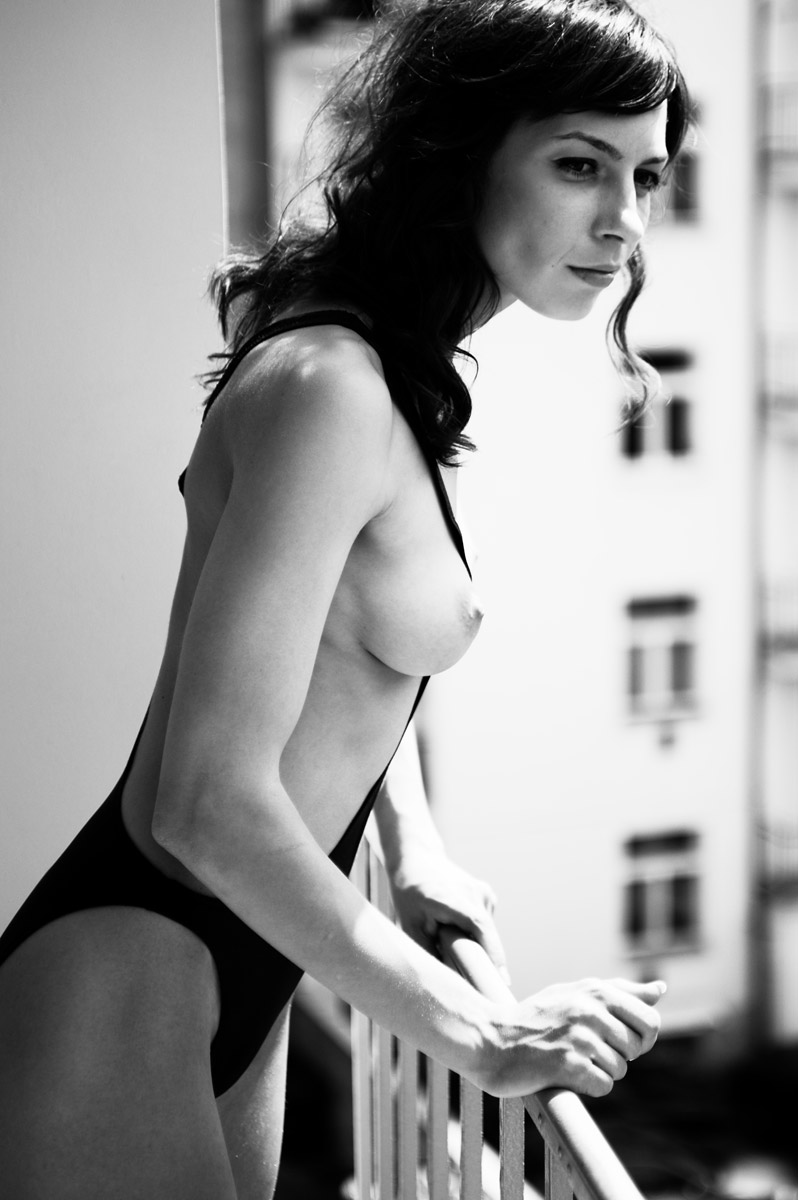
Femme portant un monokini moderne (2010).

Le monokini est à l'origine une culotte avec bretelles dévoilant les seins de la femme,, conçu au milieu des années 1950 et lancé au début des années 1960 par Rudi Gernreich.
Dans sa forme moderne, le monokini est un slip de bain porté en laissant les seins découverts. L'expression « faire du monokini » signifie n'avoir que la culotte du maillot de bain et laisser sa poitrine à l'air, ce qui évite les marques du bronzage sur la peau.
Le terme peut également désigner la culotte du bikini de 1946 qui est également parfois appelée « unikini ».

## Historique

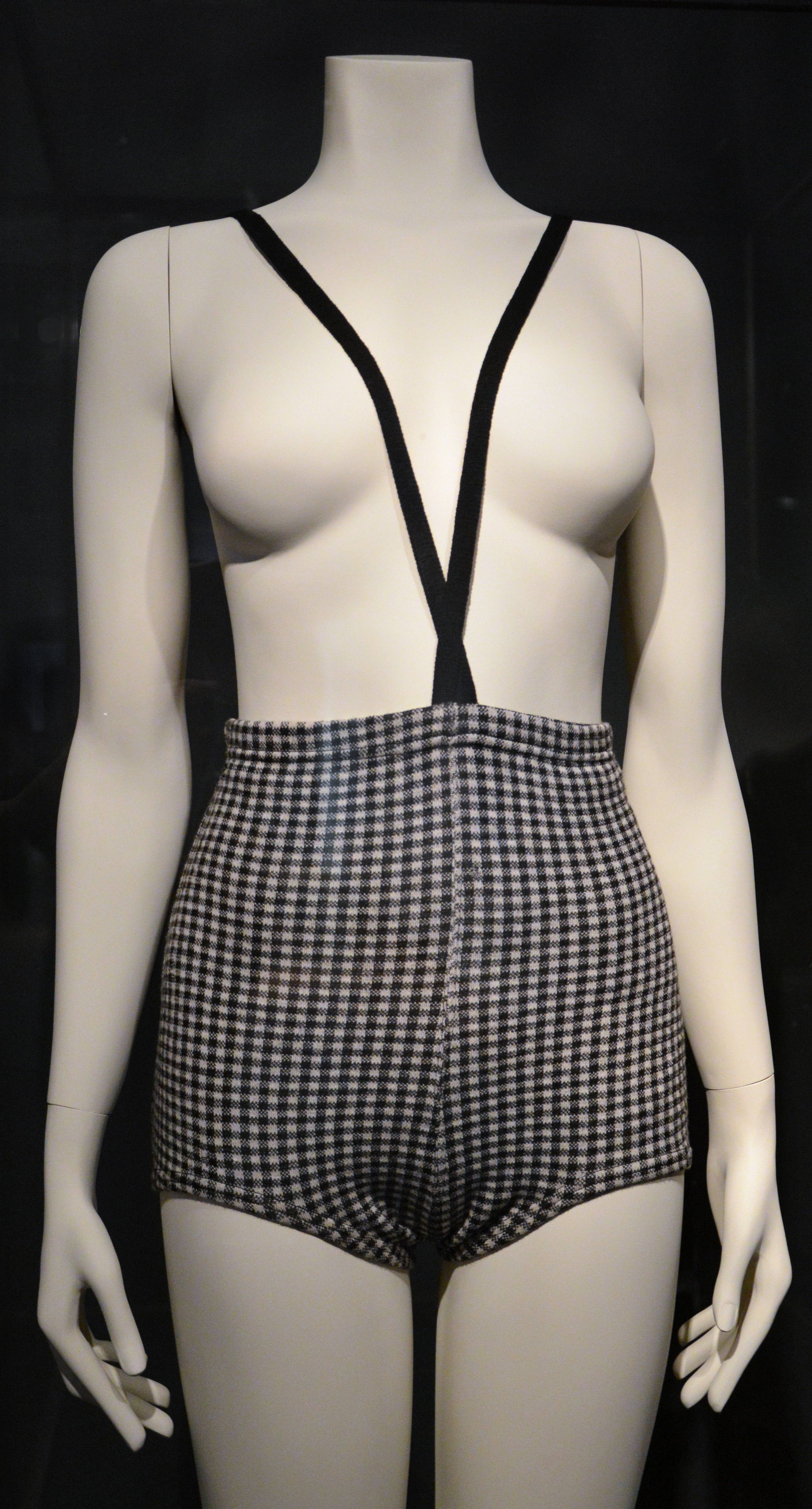
Le monokini original de 1964 de Rudi Gernreich.

Le substantif masculin, « monokini » (prononcé : [monokini]) est issu, par jeu de mots, de « bikini »,, « mono- » se substituant à « bi- », pris pour un préfixe à valeur numérale. D'après le Trésor de la langue française informatisé, sa plus ancienne occurrence se trouve dans le Bulletin officiel de la propriété industrielle (BOPI) du 20 juin 1946.
Ce concept a été conçu par Rudi Gernreich au début des années 1960 comme une protestation contre la société conservatrice héritée des années 1950. Le styliste d'origine autrichienne est également le créateur du terme « monokini ».
Il ne voulait initialement pas commercialiser ce produit, mais Susanne Kirtland de Look l'a persuadé de le rendre disponible au public. La première photographie de ce maillot de bain porté par Peggy Moffitt est publiée dans Women's Wear Daily le 4 juin 1962 et crée une grande controverse aux États-Unis et dans le monde. Le maillot est porté publiquement pour la première fois par Carol Doda à San Francisco au Condor Club (en). Cet évènement marque le début des bars topless aux États-Unis.

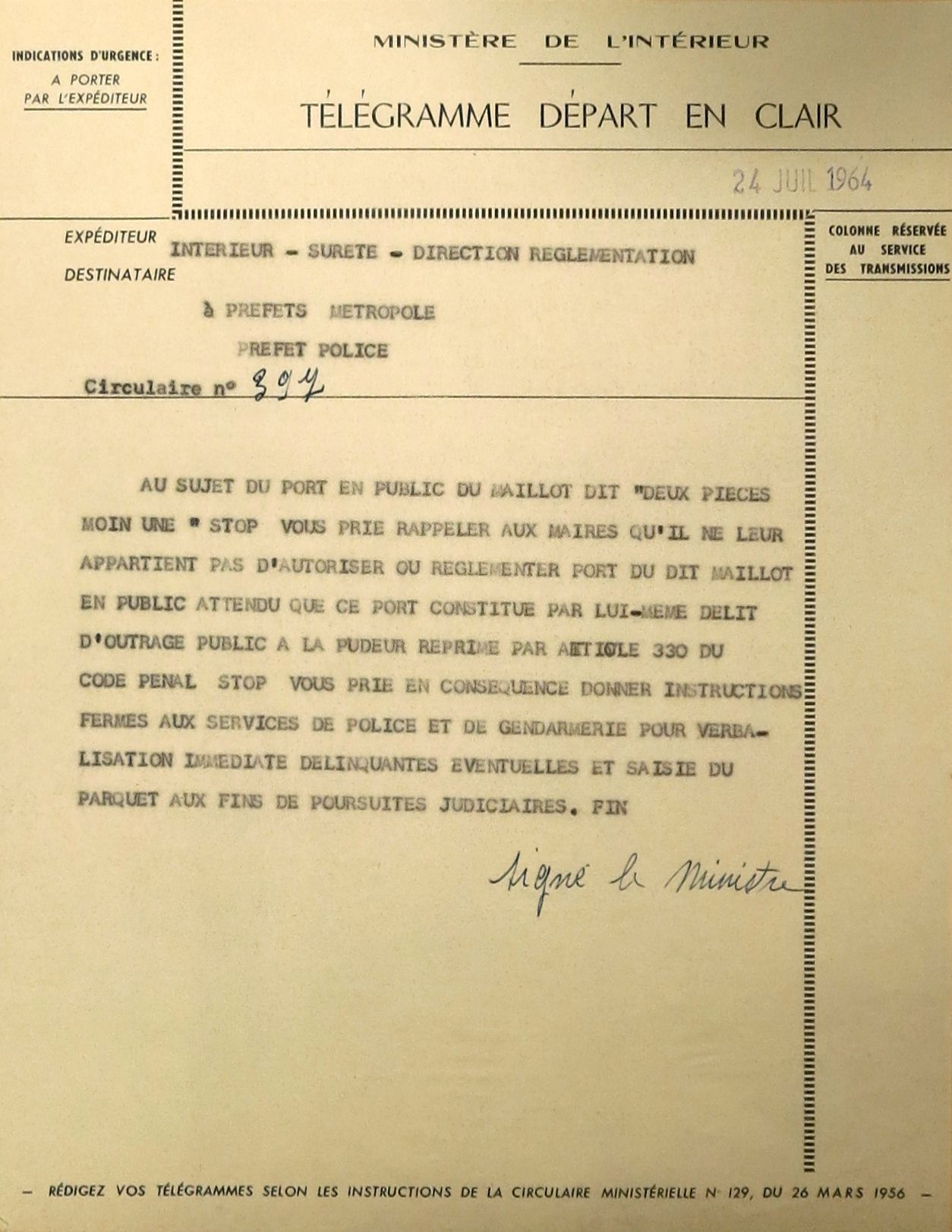
Télégramme-circulaire du 24 juillet 1964 relative au port du monokini

Après les États-Unis et l'Angleterre, le monokini débarque en France à l'été 1964. Le 23 juin 1964, l'actrice Daphné Dayle se serait baignée seins nus et en maillot « deux pièces moins une » dans une piscine parisienne. Le journal L'Aurore relate les faits dans son édition du 24 juin 1964,. La journaliste Michèle Mercier conclut sur le fait qu'il n'existe aucune jurisprudence qui viserait à prévenir les attentats à la pudeur : « les plus audacieuses baigneuses prendront le risque ». 
La première affaire judiciaire ne tarde pas : le 7 juillet 1964, la présence d'une jeune femme jouant au ping-pong en monokini sur une place privée crée un attroupement sur la croisette à Cannes,. L'enquête révèle qu'elle a été engagée par le directeur de la plage contre une rétribution de 35 francs pour l'exhibition. Une photographie est diffusée dans France-Soir, et l'affaire est largement reprise par la presse. Dès le 15 juillet, Maurice Papon, préfet de police, déclare dans la presse que le port du maillot de bain sans soutien gorge constitue un outrage à la pudeur,. Inquiet du flou juridique en ce début de saison estivale, le ministère de l'Intérieur diffuse une télégramme-circulaire aux préfets rappelant qu'il n'appartient pas aux maires de réglementer ou non le port en public de ce maillot dit « deux pièces moins une », puisqu'il tombe sous le coup de l'article 330 du Code pénal (outrage public à la pudeur). La presse s'en donne à cœur joie :
- « M. Frey met à l'index le monokini » (Combat, 24 juillet 1964) ;
- « M. Frey condamne le "monokini" »[17] (Le Monde, 25 juillet 1964) ;
- Paris-presse, L'Intransigeant consacre une page complète à « L'Affaire des seins nus » le 25 juillet ;
- « Monokini à la terrasse », annonce Le Figaro le 26 juillet, affirmant qu'une jeune femme s'est assise en monokini à la terrasse d'un café sur les Champs-Élysées ;

- À Cabourg, le maire M. Thiers annonce être ouvert « dans la mesure où l'esthétique le permet »[18].

L'affaire de Cannes est jugée le 23 septembre 1964 : le tribunal correctionnel de Grasse condamne la jeune fille à 8 jours de prison avec sursis pour outrage public à la pudeur, et le directeur de plage à la même peine de 8 jours d'emprisonnement avec sursis et 1000 francs d'amende,,. Le 20 janvier 1965, la cour d'appel d'Aix-en-Provence relaxe la jeune femme ; s'appuyant notamment sur un arrêt rendu le 16 novembre 1937 par la cour d'appel de Riom, elle déclare par ailleurs « que le spectacle de la nudité du corps humain, fréquent à notre époque pour des raisons de sport, d'hygiène et d'esthétique, n'a rien en soi qui puisse outrager une pudeur normale, même délicate, s'il ne s'accompagne pas de l'exhibition des parties sexuelles ou d'attitudes ou gestes lascifs ou obscènes ». Associations et particuliers s'insurgent. Le 22 décembre 1965, la Cour de cassation casse et annule, sans renvoi, l'arrêt de la cour d'appel, confirmant le délit d'outrage à la pudeur,.
Indissociable de l'émancipation des Françaises, le mouvement « seins nus » est amplifié par la mouvance post-68. 
De nos jours, le monokini semble passé de mode, notamment auprès des jeunes. Ce geste n'a plus la portée symbolique qu'il avait pour leurs mères. La réticence vient d'un souci de se protéger du soleil (bien qu'il n'y ait pas plus de risque de développer un cancer sur la peau du sein qu'à un autre endroit du corps), mais aussi du fait que le monokini est tout simplement devenu « moins tendance » avec l'augmentation du culte du corps.
Le modèle de monokini dont les bretelles montent jusqu'aux épaules plutôt que sur les hanches est le sling kini. Une variante principalement destinée aux hommes, le mankini, a été popularisée en 2006 par l'acteur comique Sacha Baron Cohen dans son film Borat.

### Source
- (en) Cet article est partiellement ou en totalité issu de l’article de Wikipédia en anglais intitulé « Monokini » (voir la liste des auteurs).